# Amalia de Cléveris
Amalia de Clevéris-Jülich-Berg (Düsseldorf, 17 de octubre de 1517-ibidem, 1 de marzo de 1586) era una princesa de la Casa de La Marck. Ella era la hija menor del duque Juan III de Cléveris y de María de Jülich-Berg.

## Biografía
Después de la muerte de su tercera esposa, Juana Seymour, el rey Enrique VIII de Inglaterra se propuso casarse con una princesa alemana de la Casa de La Marck. Se consideraron a Amalia y su hermana, Ana. El pintor Hans Holbein el Joven fue el encargado de retratar a las dos hermanas. Las pinturas fueron mostradas al rey, que escogió entre las dos a Ana.
Posteriormente, la familia trató de casar a Amalia con un miembro de la dinastía de Baden, pero el proyecto matrimonial entre las dos dinastías no se concretó. Por lo tanto, Amalia permaneció soltera.
Amalia fue la autora de un libro de canciones que actualmente se conserva en la Biblioteca Nacional de Alemania en Berlín; algunas copias están en la biblioteca pública en Fráncfort y en la biblioteca de la Universidad de Fráncfort.